# Jakub Krotowski-Krauthofer
Jakub Krotowski-Krauthofer (ur. 25 lub 28 lipca 1806 w Bninie, zm. 2 sierpnia 1852 w Berlinie) – polski działacz polityczny i prawnik.

## Życiorys

### Pochodzenie i młodość
Pochodził z rodziny niemieckiej, która spolonizowała się w ciągu trzech pokoleń. Jego dziadek Jan Jerzy Krauthofer, czeladnik ślusarski, przybył do stolicy Wielkopolski z Bawarii, a ojciec Józef Augustyn Krauthofer (ur. 1775) osiadłszy w Bninie, ożenił się z Polką – panną Rozalią Ochocką (ur. 1776). Urodził się 25 lub 28 lipca 1806 w Bninie koło Poznania. Wychowany został przez matkę w duchu „nie tylko polskim, ale patriotycznie polskim". Kształcił się w szkole miejskiej w Poznaniu, następnie odbył studia prawnicze na Uniwersytecie w Berlinie.

### Działalność zawodowa, narodowa i społeczna
Początkowo pracował w sądzie berlińskim, potem w Poznaniu, otworzył własną kancelarię adwokacką i notarialną. Publikował artykuły na tematy prawne na łamach czasopism poznańskich („Gazeta Wielkiego Księstwa Poznańskiego”, „Tygodnik Literacki”), wielokrotnie dawał wyraz swoim sympatiom słowiańskim oraz poglądom antyniemieckim, domagając się m.in. równych praw Polaków i Niemców w sądownictwie.
W latach 1841–1843 brał udział w cyklu wykładów – odczytów publicznych, zorganizowanych z inicjatywy Tytusa Działyńskiego w Sali Czerwonej Pałacu Działyńskich w Poznaniu, gdzie prowadził wykłady z zakresu metodologii prawa. Karol Libelt wykładał estetykę, Jędrzej Moraczewski – historię Polski i Słowiańszczyzny, Teodor Teofil Matecki – fizykę i chemię, I. Lipski – agronomię, a Fabian Juliusz Sarnecki uczył malarstwa.
Utrzymywał kontakt z polską emigracją w Belgii (w 1847 przebywał jakiś czas w Belgii). W marcu 1848 opracował specjalny adres do króla pruskiego z żądaniem odbudowy państwa polskiego; protestował, kiedy adres ten zastąpiono innym, bardziej umiarkowanym w swojej wymowie.

### Wiosna Ludów
Podczas Wiosny Ludów, w marcu 1848, został wybrany do poznańskiego Komitetu Narodowego. Jako rzecznik pełnej niepodległości i walki ludowej nie spotkał się z poparciem większości członków Komitetu; po zmianie nazwiska na Krotowski osobiście agitował wśród ludu wielkopolskiego, zorganizował własny oddział zbrojny i prowadził walkę z Niemcami. Wódz naczelny Ludwik Mierosławski, niechętny walce prowadzonej na własną rękę, wysłał Krotowskiego do Berlina z misją specjalnego agenta; miał tam m.in. protestować przeciwko podziałowi Wielkiego Księstwa Poznańskiego. Misja nie odegrała większej roli, a Krotowski wkrótce powrócił do Poznania i kontynuował walkę powstańczą w sztabie Włodzimierza Wilczyńskiego. 3 maja 1848 ogłosił niepodległą Rzeczpospolitą Polską w Mosinie i Kórniku, usunął niemieckich urzędników, mianował ich polskich odpowiedników, wydawał dokumenty z pieczęcią z orłem jagiellońskim i napisem „Polska Powstająca”. Po sześciu dniach 9 maja został uwięziony przez wojsko pruskie w Konarzewie.

### 1848–1852
Wyszedł na wolność po amnestii już w październiku 1848. Do 1850 wygrał dwa procesy polityczne. 30 maja 1849 uzyskał mandat poselski do sejmu pruskiego, ale zrezygnował z niego na znak protestu po odrzuceniu jego wniosku o potępienie rozbiorów i żądanie niepodległości. W „Dzienniku Polskim” zdecydowanie skrytykował działanie Koła Polskiego; niebawem ograniczył działalność z powodu choroby.
Zmarł 2 sierpnia 1852 w Berlinie.

## Życie prywatne
Żonaty z Teofilą Kołudzką. Syn Bolesław (ur. 1831), rolnik, wziął udział w powstaniu 1848; drugi syn Mieczysław (ur. 1836) został prawnikiem, walczył w powstaniu styczniowym, w 1867 dokonał morderstwa i skazany został na 20 lat ciężkich robót. Ponadto miał dwie córki: Józefinę i Mariannę.